# 오키나 메구미
오키나 메구미(일본어: 奥菜 恵, 1979년 8월 6일~)는 일본의 배우이자 가수이다. 히로시마현 히로시마시에서 태어났으며, 도쿄도에서 자랐다. 히노데 여자 고등학교를 졸업했다.

## 내력
2004년 1월 IT 회사 사장 후지타 스스무와 결혼했으나 2005년 이혼했다. 2009년 회사원과 결혼을 발표했으며, 같은 해 첫 딸을, 2011년에 둘째 딸을 출산했다.

## 출연

### 드라마
- 1992년 《파티오》
- 1993년 《쏘아올린 불꽃, 밑에서 볼까? 옆에서 볼까?》
- 《기묘한 이야기》
  - 1994년 〈시간의 여신〉
  - 1996년 〈선생님의 저런 것〉
- 1996년 《어린 시절》
- 1998년 《청의 시대》
- 1999년 《천국에서 가장 가까운 남자》
- 1999년 《천국의 키스》
- 1999년 《모래 위의 연인들》
- 2000년 《하나무라 다이스케》
- 2001년 《신 별의 금화》
- 2002년 《사랑하는 톱레이디》
- 2002년 《내가 지구를 구한다》
- 2003년 《비기너》
- 2003년 《공범자》
- 2005년 《오늘밤 홀로 침대에서》
- 2006년 《시효경찰》
- 2006년 《의룡》

### 영화
- 1992년 《파티오》
- 1993년 《나이트헤드》
- 1994년 《쏘아올린 불꽃, 밑에서 볼까? 옆에서 볼까?》
- 2000년 《기묘한 이야기》 휴대폰 사무라이
- 2001년 《적영》
- 2001년 《오토기리소우》
- 2003년 《주온》
- 2006년 《이누가미가의 일족》
- 2008년 《셔터》
- 2009년 《죄와 벌》